# Sri Bunga
Sri Bunga is een bestuurslaag in het regentschap Ogan Komering Ulu van de provincie Zuid-Sumatra, Indonesië. Sri Bunga telt 1456 inwoners (volkstelling 2010).